# Superman: Secret Origin
Superman: Secret Origin — ограниченная серия комиксов, состоящая из 6 выпусков, которую в 2009—2010 годах издавала компания DC Comics. История показала «окончательное» происхождение Супермена для современной непрерывности вселенной DC после Infinite Crisis. В ней были представлены некоторые новые элементы происхождения героя.

### Выпуски
| № | Дата выхода      | Оценка на Comic Book Roundup    | Предполагаемый объём продаж (первый месяц) |
| - | ---------------- | ------------------------------- | ------------------------------------------ |
| 1 | 23 сентября 2009 | 7,6 из 10 на основе 12 рецензий | 54 584, позиция в Северной Америке — 28    |
| 2 | 28 октября 2009  | 8,9 из 10 на основе 8 рецензий  | 46 812, позиция в Северной Америке — 34    |
| 3 | 25 ноября 2009   | 9,4 из 10 на основе 6 рецензий  | 45 008, позиция в Северной Америке — 39    |
| 4 | 27 января 2010   | 9 из 10 на основе 6 рецензий    | 43 863, позиция в Северной Америке — 31    |
| 5 | 7 апреля 2010    | 8,4 из 10 на основе 8 рецензий  | 42 638, позиция в Северной Америке — 32    |
| 6 | 25 августа 2010  | 8,3 из 10 на основе 7 рецензий  | 41 051, позиция в Северной Америке — 33    |

### Сборники
| Название                               | Тип              | Дата выхода     | Собранный материал           | ISBN          | Предполагаемый объём продаж (первый месяц) |
| -------------------------------------- | ---------------- | --------------- | ---------------------------- | ------------- | ------------------------------------------ |
| Superman: Secret Origin                | Мягкая обложка   | 7 декабря 2011  | Superman: Secret Origin #1-6 | 9781401232993 | 2 662, позиция в Северной Америке — 12     |
| Superman: Secret Origin Deluxe Edition | Твёрдый переплёт | 15 декабря 2010 | Superman: Secret Origin #1-6 | 9781401226978 | 3 475, позиция в Северной Америке — 10     |
| Superman: Secret Origin Deluxe Edition | Твёрдый переплёт | 4 декабря 2019  | Superman: Secret Origin #1-6 | 9781401295165 | 351, позиция в Северной Америке — 189      |

## Отзывы
На сайте Comic Book Roundup серия имеет оценку 8,6 из 10 на основе 47 рецензий. Рецензенты IGN ставили выпускам в основном высокие оценки. Самый низкий рейтинг (7,8 из 10) имеет четвёртый выпуск, а самый высокий (9 из 10) — третий. Дуг Завиша из Comic Book Resources, обозревая первый выпуск, отмечал, что Фрэнк рисует Супермена похожим на Кристофера Рива, играющего героя в фильме, и посчитал, что это неплохая задумка. Он добавлял, что «Фрэнк делает Супермена худощавым, но мускулистым».